# Gauge (unità di misura)

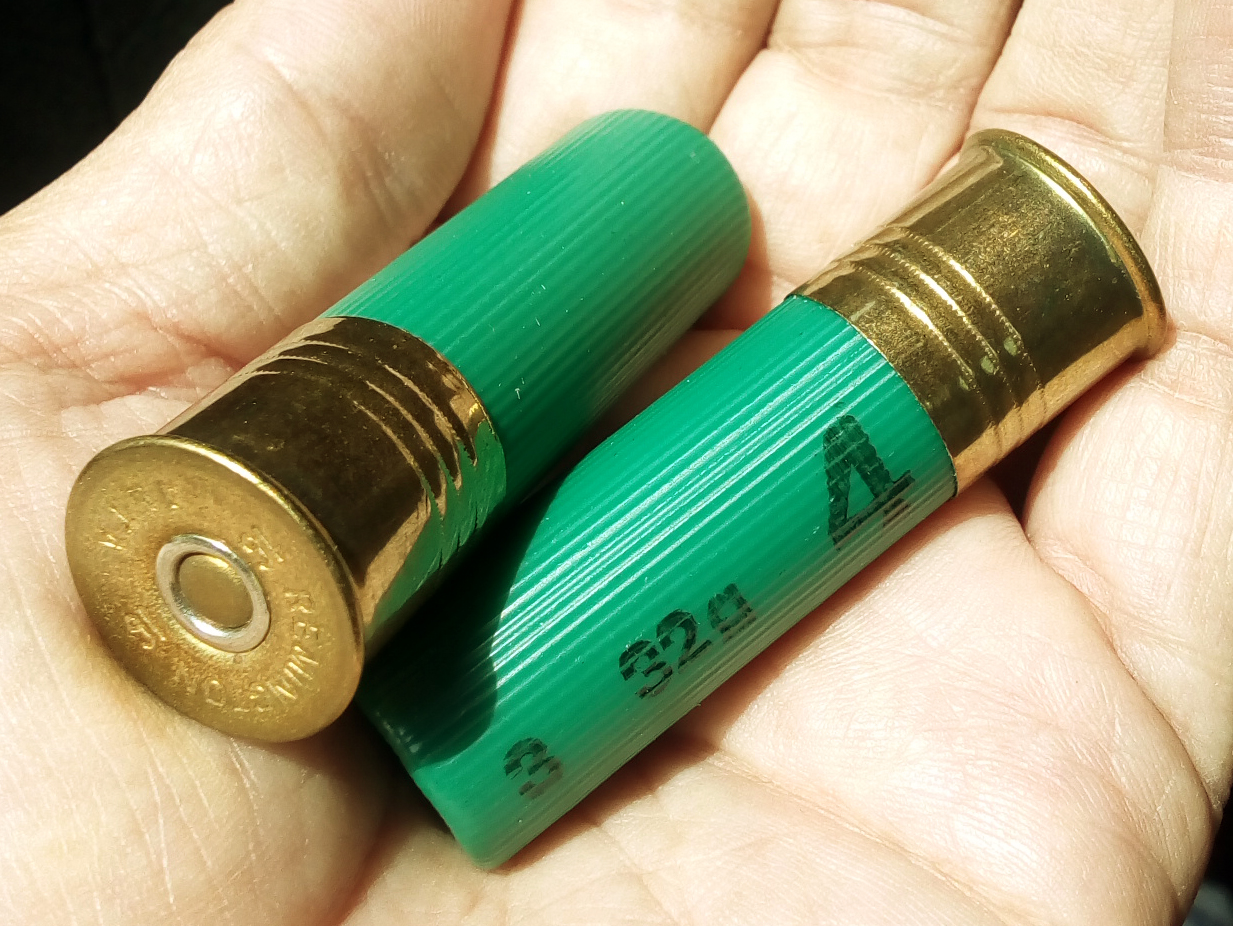
Cartucce per fucile a canna liscia calibro 16.

Il gauge (pronunciato /ɡeɪdʒ/, termine inglese per "calibro") è un'unità di misura di diametro che non fa parte del sistema internazionale, ma che è tuttora utilizzata in ambito sanitario e per i fucili a canna liscia.
La definizione di gauge varia a seconda che si misuri il diametro di un cilindro o il diametro interno di un foro.

## Diametri del calibro di armi (Gauge)
Il calibro delle armi da fuoco corrisponde al diametro interno delle sue canne, mentre il calibro delle munizioni corrisponde al loro diametro esterno. Un'arma di calibro {\displaystyle {n}} spara munizioni di calibro {\displaystyle {n}}. Fanno eccezione alcuni calibri per fucili ad anima liscia che sono commercializzati usando il diametro effettivo, come il calibro .410
Il calcolo del calibro si effettua su munizioni di piombo: una palla di piombo di calibro {\displaystyle {n}} ha una massa di  {\displaystyle {\tfrac {1}{n}}}  libbre. 
Ad esempio, 12 palle di piombo di un fucile calibro 12 pesano una libbra, ovvero 453,59237 grammi, perciò ogni palla pesa 37,799 grammi. Sapendo che la densità del piombo è 11,352 g/cm3, si può calcolare il diametro di ogni palla, che corrisponde a 18,53 mm.
In generale, un fucile a canna liscia di gauge {\displaystyle {n}} ha un diametro di circa:
{\displaystyle d_{g}=\left({\frac {6\cdot 453.59237~\mathrm {g} }{11.352~\mathrm {g/cm} ^{3}\cdot n\cdot \pi }}\right)^{1/3}={\frac {4.2416}{\sqrt[{3}]{n}}}~\mathrm {cm} }
| Gauge | Calibro            | Calibro          | Peso della palla di piombo dello stesso calibro | Peso della palla di piombo dello stesso calibro | Peso della palla di piombo dello stesso calibro |
|       | (mm)               | (inch)           | (g)                                             | (oz)                                            | (grs)                                           |
| ----- | ------------------ | ---------------- | ----------------------------------------------- | ----------------------------------------------- | ----------------------------------------------- |
| A*    | 50,8               | 2,000            | 778,19                                          | 27,45                                           | 12010                                           |
| 1½*   | 37,05              | 1,459            | 302,39                                          | 10,667                                          | 4667                                            |
| 2*    | 33,67              | 1,325            | 226,80                                          | 8,000                                           | 3500                                            |
| 3*    | 29,41              | 1,158            | 151,20                                          | 5,326                                           | 2330                                            |
| 4     | 26,72              | 1,052            | 113,40                                          | 4,000                                           | 1750                                            |
| 4     | 23,75/24,25 (Euro) | ,935/,955 (Euro) |                                                 |                                                 |                                                 |
| 8     | 21,21              | 0,835            | 56,70                                           | 2,000                                           | 875                                             |
| 10    | 19,69              | 0,775            | 45,36                                           | 1,600                                           | 700                                             |
| 12    | 18,53              | 0,729            | 37,80                                           | 1,333                                           | 583                                             |
| 13    | 18,04              | 0,710            | 34,89                                           | 1,231                                           | 538                                             |
| 14    | 17,60              | 0,693            | 32,40                                           | 1,143                                           | 500                                             |
| 16    | 16,83              | 0,663            | 28,35                                           | 1,000                                           | 438                                             |
| 20    | 15,63              | 0,615            | 22,68                                           | 0,800                                           | 350                                             |
| 24    | 14,70              | 0,579            | 18,90                                           | 0,667                                           | 292                                             |
| 28    | 13,97              | 0,550            | 16,20                                           | 0,571                                           | 250                                             |
| 32    | 13,36              | 0,526            | 14,17                                           | 0,500                                           | 219                                             |
| 67½   | 10,41              | 0,410            | 6,71                                            | 0,237                                           | 104                                             |

## Fori
Questa misura viene applicata principalmente negli aghi, i quali vengono contrassegnati da un colore e da un numero, il diametro esterno ed interno è indicata in gauge (corrisponde al numero di cateteri che entrano in un cm²).
Nelle prime due colonne vi è la classificazione della loro lunghezza secondo il sistema Pravaz, mentre nella quarta, nella quinta e nella sesta colonna vi sono le conversioni in altri sistemi di misura scalare; nell'ultima colonna di destra ci sono i valori in lunghezza dei vari aghi disponibili sul mercato.
| Dimensioni in Gauge | Colore (ISO 6009) | Diametro interno mm |
| ------------------- | ----------------- | ------------------- |
| 14                  | arancio           | 1,74                |
| 16                  | grigio            | 1,33                |
| 18                  | verde             | 1                   |
| 19                  | bianco            |                     |
| 20                  | verde             | 0,79                |
| 21                  | rosa              |                     |
| 22                  | azzurro           | 0,64                |
| 23                  | blu               |                     |
| 24                  | giallo            | 0,54                |
| 25                  | arancione         |                     |
| 26                  | viola             |                     |